# Danh sách nhân vật trong Tsubasa – Giấc mơ sân cỏ

### Nội dung
Kể về thời tuổi tuổi thơ của cậu bé đam mê bóng đá Ozora Tsubasa khi hoàn thành xong lớp 5 và chuyển đến trường tiểu học Nankatsu để hoàn thành năm lớp 6 cuối cùng của cấp tiểu học (tại Nhật tiểu học từ lớp 1-6).

### Nankatsu SC
Ozora Tsubasa
Ozora Tsubasa (tên cũ: hyuga 
Là nhân vật chính xuyên suốt bộ truyện, một thiên tài bóng đá. Cậu sinh ra ở Tokyo, trong một gia đình có cha làm nghề thủy thủ, mẹ là nội trợ. Hàng xóm trước đây của cậu là gia đình của Yayoi - người bạn thân thuở bé của Tsubasa. Ngay từ bé, cậu đã rất thích chơi bóng đá. Quả bóng luôn đi theo bên cậu mọi lúc, mọi nơi. Nó đã từng cứu mạng Tsubasa khi cậu còn rất nhỏ. Năm học lớp 6, gia đình cậu chuyển đến Shizuoka. Cậu đã gặp rất nhiều người bạn mới như đội trưởng Ishizaki Ryou, quản lý Sanae Anego,... của đội bóng trường Tiểu học Nankatsu. Cậu còn gặp và so tài cao thấp cùng thủ môn thiên tài, đội trưởng đội bóng trường Tiểu học Shutetsu Wakabayashi Genzo. Wakabayashi hẹn cậu tại trận đấu Liên trường. Đúng lúc đó, cựu cầu thủ nổi tiếng người Brazil Robert Hongo được cha Tsubasa giới thiệu sang Nhật chữa trị chấn thương mắt. Ông đã ở nhờ nhà Tsubasa và nhận làm huấn luyện viên cho đội bóng Nankatsu để chuẩn bị cho trận đấu. Tại trận Liên trường, một cầu thủ mới chuyển đến là Misaki Taro xuất hiện. Từ đó đã khai sinh nên bộ đôi vàng Nankatsu giữa Ozora Tsubasa và Misaki Taro. Sau khi trận đấu giữa Nankatsu và Shutetsu hòa với tỉ số 2 - 2, ban tổ chức đã cho hợp tất cả các cầu thủ tài năng của tất cả đội bóng ở Shizuoka, tạo thành một đội mới gọi là Nankatsu FC. Tsubasa đã dẫn cả đội tiến thẳng đến Đại hội toàn quốc, tranh tài cùng các đối thủ vô cùng mạnh như: Takeshi và Hyuga Kojiro (Meiwa FC); Misugi Jun;.... Sau này cậu tới Brazil đầu quân cho Sao Paulo, và gặt hái thành công tại đội bóng này.
Misaki Taro
Cậu là người đá cặp với Tsubasa và cũng là bạn thân của Tsubasa. Do trong quá khứ, bố mẹ cậu đã ly dị nên cậu phải đi theo ba cậu - Misaki Ichiro, một hoạ sĩ tài ba và nổi tiếng - đến khắp mọi nơi trên nước Nhật. Cậu đã từng chơi ở nhiều câu lạc bộ như: Furano FC(Furano, Hokkaido); Meiwa FC(Saitama);...
Sau khi ngừng chơi ở Nankatsu SC, cậu đã chuyển tới Okinawa. Trước khi đi công tác ở Pháp, vì không muốn con trai phải xa bạn bè, ông Ichiro dự định sẽ cho con sống cùng vợ cũ - Yamaoka Yumiko, và em gái cùng mẹ khác cha - Yamaoka Yoshiko. Nhưng vì lí do nào đó nên cậu quyết định du học tại Pháp.

### Meiwa FC
Hyuga Kojiro
Hyuga Kojiro (日向 小次郎) tiền đạo của Meiwa FC. Cậu là mẫu tiền đạo sức mạnh trái ngược với Tsubasa (tiền đạo kỹ thuật).
Takeshi Sawada
Là bạn đồng hành và là người phối hợp với Hyuga ăn ý nhất.
Ken Wakashimazu
Là 1 thủ môn thiên tài của Meiwa FC.

### Furano FC
Matsuyama Hikaru
Matsuyama Hikaru (松山光) là đội trưởng của đội Furano. Cậu cũng đóng vai trò tiền đạo chủ lực của đội bóng và truyền cảm hứng
cho các thành viên nhờ ý chí sắt đá của mình. Ngoài ra cậu cũng thuộc kiểu người dễ gần, ấm áp.
Kazumasa Oda
Kazumasa Oda (小田和正) là tiền đạo của Furano FC, cánh tay phải đắc lực của Matsuyama.
Masanori Kato
Masanori Kato (加藤正則) là thủ môn của Furano FC. Cậu mang áo số 1. Kato cũng được chọn vào đội hình đội tuyển quốc gia Nhật Bản thi đấu tại Giải Bóng đá Thanh niên thế giới.

### Musashi FC
Misugi Jun
Misugi Jun (三杉 淳) là đội trưởng Musashi. Cậu là một cầu thủ rất đẹp trai và toàn diện nhưng bị bệnh tim, đã từng gây không ít khó khăn cho Tsubasa, Misaki và cả đội Nankatsu.

### Hanawa FC
Anh em nhà Tachibana
Là anh em sinh đôi, có cú sút độc đáo là một người nằm dưới đất giơ chân lên cao để người còn lại nhảy lên làm bàn đạp và bay lên cao đón bóng dứt điểm

## Phần 2: Tập 57-128

### Nhân vật mới

#### ooo
\
\